# Stränglandskapet
Stränglandskapet är inom den teoretiska fysiken ett samlingsnamn för mängden av möjliga vakuumlösningar i strängteori. Varje sådan lösning korresponderar mot ett specifikt val av Calabi–Yau-mångfald för ihoprullningen av de sex extra dimensionerna i den 10-dimensionella teorin. Uppskattningsvis består stränglandskapet av åtminstone {\displaystyle 10^{500}} sådana alternativa lösningar, något som försvårar arbetet att hitta den lösning som skulle motsvara det observerbara universum.
Å andra sidan kan det enorma antalet vara av godo när det gäller att förklara det mycket låga observerade värdet på universums vakuumenergitäthet {\displaystyle \Lambda _{obs}\approx 1,\!48\times 10^{-123}\Lambda _{P}}, där {\displaystyle \Lambda _{P}} är den naturliga, förväntade Planck-enheten för vakuumenergitätheten. Ju större antal möjliga lösningar som finns, desto mer sannolikt att någon av dem avviker hela 123 storleksordningar ifrån det förväntade värdet.
I kontrast till stränglandskapet står de tänkbara lågenergiteorier som inte är förenliga med strängteori, vilka tillsammans utgör den så kallade träskmarken.